# Bajel
En náutica, el Navío (ant. Bajel, Nao) es una embarcación de gran tamaño para navegación marítima (Buque); o costera y fluvial (Barco). (ing. Ship).

## Etimología
El nombre Bajel es castellano, del catalán "Vaixell", que se utilizó en la Edad Media y en la Edad Moderna como sinónimo de Navío; de los tipos de Navío: Buque (Bastimento) y Barco; y de Embarcación sin incluir al Bote.
El término Bajel ha caído en desuso y, aun cuando académicamente el diccionario de la lengua lo define como un sinónimo de Buque, por su utilización histórica, su concepto se asocia a embarcaciones de vela con casco de madera, que tienen uno o varios palos, no tratándose de Botes (embarcaciones menores de una tonelada de desplazamiento).

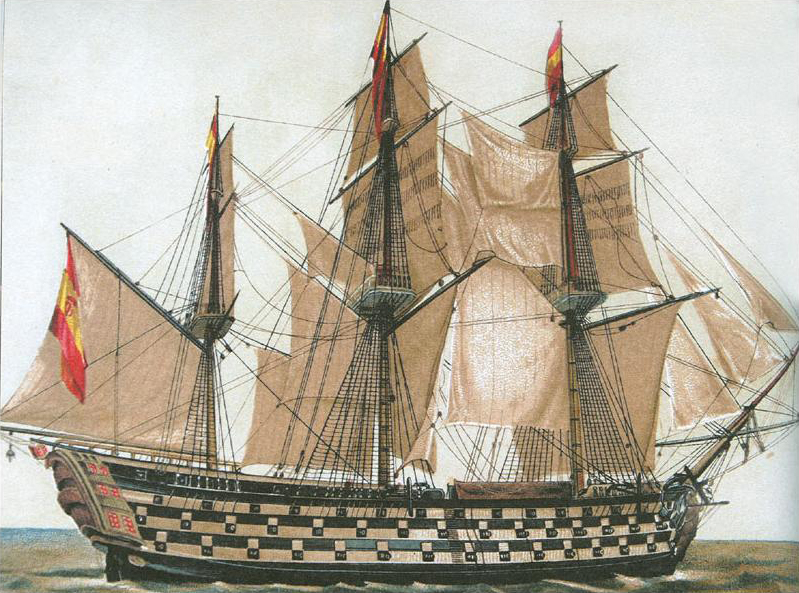
Navío de línea de la Armada Española «Santa Ana», participante en la Batalla de Trafalgar.

Con diez cañones por banda,
viento en popa, a toda vela,
no corta el mar, sino vuela
un velero bergantín:
 
Bajel pirata que llaman
por su bravura el Temido,
en todo el mar conocido
del uno al otro confín...
Canción del pirata
José de Espronceda.

## Real Fábrica de Bajeles
Bajo el reinado de Felipe V de España, en el siglo XVIII, se centraliza en la Corte la construcción de buques para la Real Armada, creándose la "Real Fábrica de Bajeles", dependiente de la Secretaría de Marina, con el astillero de Guarnizo, próximo a Santander (a 7,5 km).
Los astilleros, que ya existían durante los siglos XVI y XVII en Potrañés, son trasladados a la Planchada, en donde se decide instalar la Real Fábrica de Bajeles para aprovechar su situación estratégica, estando resguardada al sur de la bahía y cercana a los bosques. El asentamiento de los trabajadores en las inmediaciones acabará dando lugar a la población de Astillero.
Estuvo en activo hasta 1871. Entre los muchos buques que se botaron en estas gradas, por los servicios prestados en la Marina española, caben ser citados dos:
- El "Real Felipe" de 1731. Participó en la batalla de Tolón. Primer navío español de tres puentes, podía armar 114 cañones y fue el mayor del mundo en su momento.
- El "San Juan Nepomuceno" de 1766. Participó en la batalla de Trafalgar. Sufrió el fuego de seis buques enemigos, resistió hasta la muerte del brigadier Cosme Damián Churruca.

## Regimiento de Bajeles
Durante la primera época de la infantería de marina española (1537-1717), los Tercios de Infantería de la Armada, creada por Carlos I de España, hacia 1704 se transforman en Regimientos; así el "Tercio Viejo del Mar Océano y de Infantería Napolitana" se convierte en el "Regimiento de Bajeles", constituyéndose el Cuerpo de Batallones de Marina. Tras la reorganización, unas unidades seguirán dependientes de la Armada, en tanto que otras pasan a depender del Ejército de Tierra, como es el caso del Regimiento de Bajeles.
La unidad, creada en 1566 como Tercio de Figueroa, participó en la batalla de Lepanto, contando entre sus integrantes a Miguel de Cervantes. Tras numerosos cambios de nombre, en 1704 adopta el de Regimiento de Bajeles n.º 1, perdiendo el carácter marítimo y siendo agregado al ejército de tierra al quedar recluido a pie de regimiento, según ordenanza de 28 de septiembre de ese año. En 1707 pasa a ser el Regimiento de Bajeles n.º 23. Bajo esta denominación toma parte en los siguientes hechos de armas durante la Guerra de Sucesión:
- Batalla de Almansa, 25 de abril de 1707.
- Conquista de Alcoy y Denia, 1708.

Pierde definitivamente esta denominación en 1718, pasando entonces a llamarse Regimiento de Infantería Córdoba n.º 6. Esta unidad ha llegado hasta nuestros días, adoptando desde 1985 el nombre de Regimiento de Infantería Mecanizada "Córdoba" n.º 10.